# 相生の松

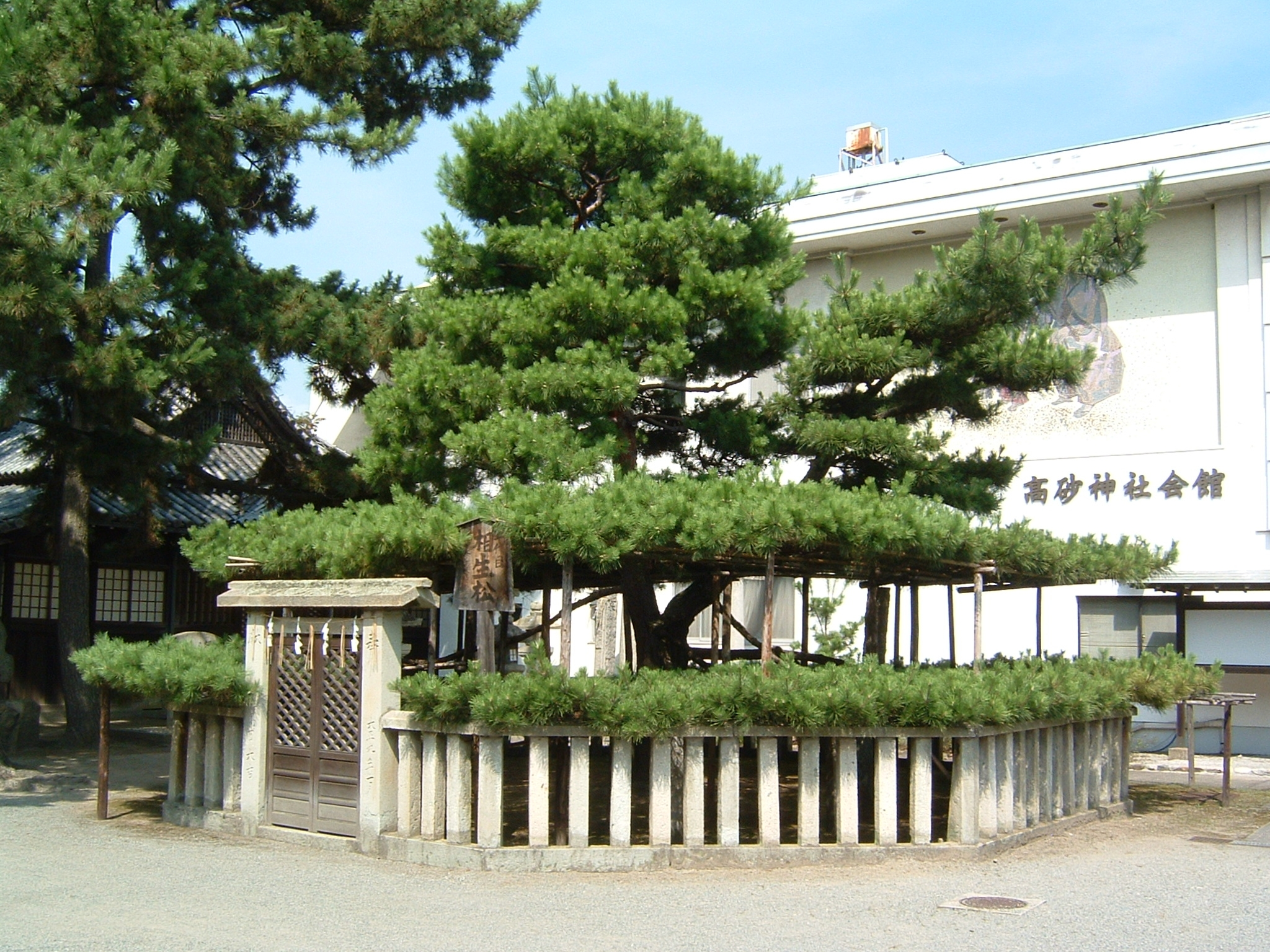
現在の高砂神社内にある相生の松。

相生の松（あいおいのまつ）とは、雌株・雄株の2本の松が寄り添って生え、1つ根から立ち上がるように見えるもの。また、黒松と赤松が1つの根から生え出た松のこと。
松は永遠や長寿を象徴することから、相生の松は特に縁結びや和合、長寿の象徴とされる。「相生の松」とよばれる松は日本各地に点在するが、特に兵庫県高砂市の高砂神社の松が有名である。
能『高砂』では、高砂の松と住吉の松とが相生の松であるとし、夫婦和合をうたっている。
「高砂や、この浦舟に帆を上げて。この浦舟に帆を上げて、月もろともに出で汐の、波の淡路の島蔭や遠く鳴尾の沖過ぎて、はや住の江に着きにけり、はや住の江に着きにけり」

## 所在地
- 妹背の松:山形県南陽市
- 愛宕神社の相生の松：群馬県桐生市相生町
- 高砂神社：兵庫県高砂市高砂町
- 尾上神社・相生霊松「尾上の松」：兵庫県加古川市[2]
- 金華山黄金神社の相生の松：宮城県石巻市[2]
- 宝登山神社の相生の松：埼玉県秩父郡長瀞町[2]
- 兼六園の鶺鴒島の相生の松：石川県金沢市[2]
- 松尾大社の松：京都府京都市西京区[2]
- 城上神社相生の松：島根県大田市[2]